# 陳顗
陳顗，辽朝官员。
陳顗初入补枢掾属。清宁初年，辽道宗嗣统，授枢密都承旨，出使宋朝。入直近枢为学士，夫人曹氏封本郡君。在耶律弘孝（耶律涅鲁古）作乱时，没有附逆。咸雍六年（1070年）官至金紫崇禄大夫、行给事中、知度支使事、上柱国，颍川郡开国侯、食邑三千户、食实封三百户。大安六年（1090年）陈顗官至奉国功臣、前三司使、崇禄大夫、守太子太保、上柱国，颍川郡开国公，食邑四千五百户、食实封四百五十户。《陈顗妻曹氏墓志》于2007年在辽宁北票出土，墓志正反两面刻有两篇不同的志文。正面所刻者为咸雍六年（1070年 ）墓主长女之婿杜公谓所撰（称“志甲”），背面所刻则为大安六年 （1090年）陳顗所撰（称 “志乙”）。